# Sarmalia radiata
Sarmalia radiata is een vlinder uit de familie van de Eupterotidae. De wetenschappelijke naam van de soort is voor het eerst geldig gepubliceerd in 1866 door Walker.